# Bataille de Balagallaye
Insurrection de Boko Haram
Batailles
La bataille de Balagallaye a lieu le 13 juillet 2018 pendant l'insurrection de Boko Haram.

## Déroulement
Le 13 juillet 2018, des forces de l'armée nigériane sont informées d'un rassemblement d'une centaine de djihadistes dans la région de Boboshe, près de la ville de Bama et non loin de la forêt de Sambisa, le repaire de la faction de Boko Haram dirigée par Abubakar Shekau,,. Les soldats se portent alors à leur rencontre avec onze véhicules. Mais en pleine saison des pluies, le convoi se retrouve bloqué dans la boue, et tombe dans une embuscade près du village de Balagallaye.

## Les pertes
Le lendemain des combats, l'AFP indique que d'après un officier de l'armée nigériane en poste à Maiduguri, 23 militaires, dont cinq officiers, sont portés disparus, et que seulement trois véhicules de l'armée sur onze sont revenus à Bama. Une autre source, proche des milices progouvernementales, fait également état de plusieurs dizaines de disparus. À la mi-août, les soldats sont toujours portés disparus,.